# 横山昌義
横山 昌義（よこやま まさよし、1976年6月30日 - ）は、日本のゲームクリエイター、ゲームシナリオライター。セガ所属、セガ執行役員ゲームコンテンツ&サービス事業本部第1事業部長兼龍が如くスタジオ代表。神奈川県出身。

## 略歴
1999年に東海大学を卒業後、セガ入社。入社前にプレイしたことがあるセガのゲームは『サカつく』だけだったという。入社後すぐに『ジェットセットラジオ』チームにプランナーとして配属される。その後、セガ開発子会社スマイルビットに所属し、『ジェットセットラジオフューチャー』のチーフプランナー、アーケードゲーム『Ollie King』のディレクターを務める。2004年から『龍が如く』シリーズでシナリオ、脚本、音楽監督、CGシーン演出、制作進行まで幅広く手がける。2012年の『龍が如く5 夢、叶えし者』以降のシリーズ作品ではプロデューサー、チーフプロデューサーとしてもクレジットされている。
2015年4月のセガグループ再編に伴い、セガゲームス コンシューマ・オンラインカンパニー第一CS開発部副部長兼プロデューサーに就任した。
2021年10月、セガを退職した名越稔洋の後任として龍が如くスタジオの代表に就任。
2022年4月、セガ執行役員ゲームコンテンツ&サービス事業本部第1事業部長に就任。

## 参加作品
2000年
- ジェットセットラジオ（DC）：プランナー

2001年
- デ・ラ・ジェットセットラジオ（DC）：シニアプランナー

2002年
- ジェットセットラジオフューチャー（Xbox）：チーフプランナー

2004年
- OLLIE KING（アーケード）：ディレクター

2005年
- 龍が如く（PS2）：シナリオ・演出

2006年
- 龍が如く2（PS2）：脚本、シナリオ/演出

2008年
- 龍が如く 見参!（PS3）：原案、脚本/演出

2009年
- 龍が如く3（PS3）：脚本、音響/演出

2010年
- 龍が如く4 伝説を継ぐもの（PS3）：脚本/演出

2012年
- 龍が如く5 夢、叶えし者（PS3）：プロデューサー、脚本/演出

2014年
- 龍が如く 維新!（PS3、PS4）：プロデューサー、脚本・演出/構成

2015年
- 龍が如く0 誓いの場所（PS3、PS4）：チーフプロデューサー、脚本・演出/構成

2016年
- 龍が如く 極（PS3、PS4）：チーフプロデューサー、脚本・演出/構成
- 龍が如く6 命の詩。（PS4）：チーフプロデューサー、脚本・演出/シリーズ構成

2017年
- 龍が如く 極2（PS4）：チーフプロデューサー、脚本・演出/シリーズ構成

2018年
- 北斗が如く（PS4）：チーフプロデューサー、シナリオ・演出
- 龍が如く ONLINE（iOS、Android、Microsoft Windows）：チーフプロデューサー

2020年
- 龍が如く7（PS4）：チーフプロデューサー、脚本・演出/シリーズ構成

2023年
- 龍が如く7外伝 名を消した男：総監督、ストーリー原案・総合演出

2024年
- 龍が如く8：総監督、ストーリー原案・総合演出

## 備考
- 父はデパートで玩具売り場のマネージャーを務めていた。広告代理店のプランナーを目指していたが、当時は就職氷河期であったこともあり、120社も採用試験を受け、特にプランナーの名前が付く仕事は職種問わずに受けたという。セガの採用試験では「麻雀は出来るのか」という質問もあったという[6]。
- 龍が如くシリーズは、当初は別のプロジェクトに参加する予定であった所を、総合監督の名越稔洋から「おまえ、見た目が『龍』っぽいよね」と言われ、推薦でシリーズに携わる事になった[6][10]。1作目からシナリオを担当し、人物相関図は午前10時から午後3時までの間の5時間で書き上げた。1作目のキャッチコピーである「伝説の男と100億の少女」は横山が作ったものであるが、「伝説の男と100億の少女」にした理由を問いただされたときには苦慮したという[6]。『龍が如く 見参!』では音声収録、モーションキャプチャー現場監督を担当した[11]。
- 「龍が如く.com」で配信されている「神室町ラジオステーション」の初回にゲスト出演し[12]、続く2回目にゲスト出演後、3回目以降からレギュラー化となった。自らの風俗体験談を披露するなど、ゲーム開発者らしからぬトークを展開する。ラジオのMCを務める桐生一馬役の黒田崇矢と、真島吾朗役の宇垣秀成と共に、2008年の「東京ゲームショウ」で、セガイベントブースにてラジオの公開収録にも出演した[13]。